# Jan Neruda
Jan Neruda, född den 9 juli 1834 i Prag, död den 22 augusti 1891 i Paris, var en tjeckisk författare.

## Biografi
Neruda utgav redan vid 25 års ålder under pseudonymen Janko Hovora sina första dikter. 1858 uppsatte han i förening med några vänner kalendern Máj, som betecknar den tjeckiska nyromantikens första framträdande, och skrev sedan följetonger, några komedier och en tragedi. 
Neruda hade börjat som radikal kosmopolit, men blev senare lågande patriot. År 1861 inträdde han i redaktionen av ungtjeckernas tidning "Národní listy". Som student hade han besökt Österrikes olika länder, och med 1863 började hans vidsträckta resor i Europa, Mindre Asien, Palestina och Egypten. 
Från dem härleder sig berättelser och skisser med titlarna Pařížské obrázky (Parisbilder), Různí lidé (Olika folk) och Obrazy z ciziny (Bilder från främmande land). År 1866 uppsatte Neruda (jämte Hálek) tidskriften "Květy" (Blommor) och återupptog senare tidskriften "Lumir", som för en tid blev den nya diktarskolans medelpunkt. En samlad upplaga af hans följetonger utgavs 1876–1881. 
Som Nerudas bästa arbete anses Malostranské povídky (Berättelser från Lilla sidan 1879). Genom sina berömda Pisně kosmické (Kosmiska sånger, 2:a upplagan 1878) offrade han åt skolans allmänna tendenser (naturmystik). Neruda gällde som den nytjeckiska litteraturens egentliga reformator, i teori och praxis, trots att Hálek och till och med Macha gäller som den nyromantiska skolans grundläggare.

## Utmärkelser
Asteroiden 1875 Neruda är uppkallad efter honom.

## Svenska översättningar
- Ur slavernas diktvärld: poetiska tolkningar ([översättning] Alfred Jensen, Wettergren & Kerber, 1896) [Innehåll: Ballader och romanser [av] Adam Mickiewicz ; Kosmiska sånger [av] Jan Neruda]
- Berättelser från Lillsidan (Povídky malostranské) (översättning Erik Frisk, Natur och kultur, 1959)